# فرانتیر کامیونیکیشنز
فرانتیر کامیونیکیشنز (انگلیسی: Frontier Communications) شرکت مخابرات آمریکایی است، که در سال ۱۹۳۵ تأسیس شد.